# 훌리오 도스 산토스
훌리오 다니엘 도스 산토스 로드리게스(스페인어: Julio Daniel dos Santos Rodríguez, 1983년 5월 7일, 아순시온 ~)는 파라과이의 전 축구 선수이다. 현역 시절 포지션은 공격형 미드필더였다.
도스 산토스는 2001년 파라과이의 세로 포르테뇨 (Cerro Porteño)에서 선수 생활을 시작했으며, FC 바이에른 뮌헨 (2006년~2008년), VfL 볼프스부르크 (임대, 2007년), UD 알메리아 (임대, 2007년), 그레미우 (임대, 2008년)를 거쳐 2008년 아틀레치쿠 파라나엔시로 완전 이적했으나, 다음 해 세로 포르테뇨로 이적하였다.
파라과이 축구 국가대표팀에서는 2004년부터 현재까지 31경기에서 3골을 기록했으며, 2004년 코파 아메리카, 2006년 FIFA 월드컵, 2007년 코파 아메리카 대표로 뛴 바 있다.
그는 2006년 FIFA 월드컵때 트리니다드 토바고와의 조별리그 최종전에서 맨 오브 더 매치 (Man of the match)에 선정되었다.